# Polyschisis rufitarsalis
Polyschisis rufitarsalis är en skalbaggsart som beskrevs av Waterhouse 1880. Polyschisis rufitarsalis ingår i släktet Polyschisis och familjen långhorningar. Inga underarter finns listade i Catalogue of Life.